# Philoscia lodnensis
Philoscia lodnensis là một loài chân đều trong họ Philosciidae. Loài này được Ramakrishna miêu tả khoa học năm 1969.